# گیلوانفا
گیلوانفا (به مجاری:  Gilvánfa) یک منطقهٔ مسکونی در مجارستان است که در ناحیه شیه واقع شده‌است. گیلوانفا ۴۰۳ نفر جمعیت دارد.